# روسكو كوغلين
روسكو كوغلين (بالإنجليزية: Roscoe Coughlin)‏ هو لاعب كرة قاعدة أمريكي، ولد في 15 مارس 1868 في Walpole, Massachusetts ‏ في الولايات المتحدة، وتوفي في 20 مارس 1951 في تشيلسي في الولايات المتحدة.

## وصلات خارجية
- روسكو كوغلين على موقعبيزبول رفرنس.كوم (الدوري الرئيسي) (الإنجليزية)
- روسكو كوغلين على موقعبيزبول رفرنس.كوم (الدوري الثانوي) (الإنجليزية)